# 岡本行夫
岡本行夫（日语：／，1945年11月23日—2020年4月24日）是日本的外交評論家、實業家，前外交官。曾任內閣總理大臣補佐官（伊拉克担当、沖繩担当）、科學技術廳参与、内閣官房参与、内閣總理大臣外交顧問等，及後任麻省理工學院国際研究中心高級研究員、立命館大学客座教授、青山学院大学特別招聘教授。

## 生平
生於神奈川縣，長於鎌倉市及藤澤市。父親是農林省職員。因父親工作關係，中学時代有2年在吉隆坡度過。
高中就讀神奈川縣立湘南高等學校。1968年，從一橋大学經濟學部畢業，加入外務省。大學時代與鈴木典比古（国際基督教大学校長、国際教養大学校長）在同一研究班，與三幣利夫（中東住友商事社長、敬愛大学校長）在同年級。同期加入外務省的有東鄉和彥、馬渕睦夫等。曾任日本駐美國大使館参事官、北美局安全保障課長、北美第一課長等日美外交重要職位，被認為前途有望。1991年，因不滿走上管理職位，無法參與前線工作，決定辞職。
退出外務省後，開始經營諮詢公司，並成為親美派外交評論家。期間擔任眾多政府要職，包括第1次橋本内閣、第2次橋本内閣的內閣總理大臣補佐官，小渕内閣的科學技術廳参与，第1次小泉内閣的内閣官房参与，第2次小泉内閣的內閣總理大臣補佐官，第3次小泉内閣的内閣總理大臣外交顧問，福田康夫内閣的外交政策學習会成員等。橋本内閣期間負責沖繩問題，曾去過沖繩60多次，取得當地人信任，在最前線協調普天間基地的返還、搬遷，並制定沖繩振興策略。2009年12月，與首相鳩山由紀夫在總理大臣官邸会面，當時正值日美關係因鳩山由紀夫内閣處理普天間基地移設問題而惡化，知美派的岡本據報與當局達成共識，以個人立場提供外交方面的協助。
實業家方面，2000年，與梅田望夫及印度人、美國人等4人在矽谷的帕羅奧圖成立創業投資「Pacifica Fund」，支援IT初創企業。另外，還曾任朝日啤酒董事、三菱汽車監事、三菱材料董事、日本郵船董事、NTT DATA董事等職。
2002年9月，成為立命館大学客座教授，指導年輕人。2005年，在立命館大学成立「国際社会活躍人材養成特別計劃」（国際社会で活躍する人材養成特別プログラム），與立命館大学客座教授宮家邦彦共同擔任指導員，從整個大學選拔成績優秀，有意挑戰外交官、国家公務員、跨国公司等困難道路的学生，對他們提供講義、研究班指導、岡本行夫獎学金海外研修等服務。
2012年，辭去NPO法人新現役Net理事長等職務，前往美國，擔任麻省理工學院国際研究中心高級研究員。2018年，獲得青山学院大学特別招聘教授称号。
2020年4月24日，因新型冠狀病毒感染症病逝，5月7日公布，終年74歲。

## 簡歷
- 1961年3月 從藤澤市立鵠沼中学校初中畢業
- 1964年3月 從神奈川縣立湘南高等學校高中畢業
- 1968年3月 從一橋大学經濟学部大學畢業（板垣与一研究班）
- 1968年4月 加入外務省
- 1969年 英語研修（美国斯沃斯莫爾學院）
- 1971年 經濟合作暨發展組織日本政府代表部
- 1973年 經濟局国際經濟課事務官
- 1975年 經濟局国際機關第一課事務官（貿易交涉担当）
- 1978年 北美局北美第一課首席事務官
- 1981年 日本駐埃及大使館一等書記官（中東和平担当）
- 1983年 日本駐美國大使館参事官（政務担当）
- 1985年8月 北美局安全保障課長
- 1988年7月 北美局北美第一課長
- 1991年1月 辭去官職
- 同年 成立株式会社岡本Associates，就任代表取締役
- 1991年 - 国際交流基金参与
- 1996年11月 - 1998年3月10日 內閣總理大臣補佐官（非常勤，沖繩担当）
- 1998年7月 - 2000年6月 科學技術廳参与
- 2000年3月30日 - 2008年3月26日 朝日啤酒株式会社取締役
- 2000年6月 三菱材料株式会社取締役
- 2000年7月 成立Pacifica Neo Ventures LLC，就任共同代表
- 2001年9月 - 2003年 内閣官房参与
- 2002年9月 立命館大学客座教授（国際社会活躍人材養成特別計劃）
- 2003年4月 - 2004年4月 内閣總理大臣補佐官（非常勤，伊拉克担当）
- 2004年4月  内閣總理大臣外交顧問
- 2007年6月 - 三菱自動車工業株式会社社外監查役
- 2008年6月 - 日本郵船株式会社取締役
- 2011年7月 - 成立一般社團法人東北漁業再開支援基金希望之烽火（希望の烽火），就任代表理事
- 2012年2月 - 復興廳復興推進委員会委員
- 2012年10月 - 麻省理工學院国際研究中心(CIS）高級研究員
- 2014年6月 - 株式会社NTT DATA取締役[10]
- 2014年9月 - 朝日新聞社慰安婦報道第三者委員会委員
- 2015年2月 - 第3次安倍内閣21世紀構想懇談会委員[11]
- 2018年6月 青山学院大学特別招聘教授[7]
  - 另外，還擔任過朝日啤酒顧問委員會成員（1998年 - 2000年），日本郵船顧問委員會成員（2006年 - 2008年）。NTT DOCOMO顧問委員會成員，東芝經營諮問会議成員，小松製作所國際顧問委員會社外顧問，株式会社東海東京調查中心理事長，上總Monarch Country Club理事，Oak Capital株式会社顧問，外交政策學習会（福田康夫首相的私人座談會）成員（2007年12月 - ），内閣府沖繩美軍基地所在市町村相關懇談会委員，財務省国際經濟、金融系統研究会委員，觀光廳「普遍性日本魅力」再構築、發信相關檢討会委員，電通總研客座研究員，富士通總研特命顧問，小僧com株式会社顧問委員會成員（2008年 - ），一般財團法人日本Flag Football協会代表理事，財團法人東京財團評議員，財團法人日本教育科学研究所理事，福島縣石楠花大使等。
- 2020年4月24日 - 因新型冠狀病毒感染症去世

## 同期入省者
- 赤澤正人（前嘉悦大学長、神田外語大学長）
- 榎泰邦（前駐印度大使、外務省中東非洲局長）
- 大島正太郎（前駐韓大使、外務審議官）
- 小川鄉太郎（AFS日本協会理事長、前伊拉克復興支援大使）
- 鏡武（中東調查會副理事長、前駐敘利亞大使）
- 小林秀明（前迎賓館長、東宮侍從長）
- 東鄉和彥（前外務省歐亞局長、条約局長）
- 服部則夫（前OECD大使、外務報道官）
- 槙田邦彦（前駐新加坡大使、外務省亞洲大洋洲局長）
- 馬渕睦夫（前防衛大学校教授、駐烏克蘭大使）
- 美根慶樹（前日朝国交正常化交涉日本政府代表、防衛廳參事官）

## 著作

### 自著
- （東洋經濟新報社，1995年）
- （都市出版，1997年）
- （文藝春秋，2004年/文春文庫，2006年）

### 共著
- （水野清、榊原英資、堺屋太一）（小学館文庫，2001年）
- （田原總一朗）（朝日新聞社，2003年/朝日文庫，2005年）
- （森本敏）（Business社，2007年）
- （五百旗頭真、伊藤元重、藥師寺克行）（朝日新聞出版，2008年）
- （佐藤優）（產經新聞出版，2009年）

### 共編著
- （島田晴雄、井尻千男、木村昌人）（PHP研究所，1991年）

### 翻譯
- John C. Maxwell監譯 三笠書房 2016

## 外部連結
- 岡本行夫主頁 （页面存档备份，存于）